# Seeräuberjenny
Seeräuberjenny (in italiano: "Jenny dei pirati") è una canzone la cui musica fu composta da Kurt Weill su testo di Bertolt Brecht.
Fu scritta nel 1928, quindi fu inserita appositamente nella commedia satirica L'opera da tre soldi (Die Dreigroschenoper), diventando uno dei brani più famosi dell'opera e dell'intera produzione di Kurt Weill. Nella produzione originale la canzone veniva cantata da Polly durante il suo banchetto nuziale; in altre produzioni, è la prostituta Jenny a cantare Seeräuberjenny prima di consegnare l'amato Mackie alla polizia.
Il brano è stato cantato da numerose interpreti di rilievo sia a teatro che in studio, tra cui: Roma Bahn (produzione originale di Berlino), Lotte Lenya, Steeleye Span, Ute Lemper, Hildegard Knef, Charlotte Rae, Nina Simone, The Dresden Dolls, Judy Collins, Marianne Faithfull, Marc Almond, Gypsy Rose Lee, Betty Buckley, Milva, Donna Murphy, Patti LuPone,  Sharon Small, Bea Arthur, Nellie McKay, Melissa Errico, Rosalie Craig, Chita Rivera, Ellen Greene, Anika Noni Rose, Annie Ross, Laura Osnes, Judy Kaye e Rossy De Palma.